# 天保暦
天保暦（てんぽうれき）は、かつて日本において使用された太陰太陽暦の暦法である。過去に中国に同名の「天保暦」が存在するため、「天保壬寅元暦（てんぽうじんいんげんれき）」と呼ぶこともある。太陰太陽暦は、日本において改暦を繰り返しながら何度か採用されたが、天保暦はそれらの中で最後に使用された暦法である。
明治改暦により新暦のグレゴリオ暦に改暦され、天保暦は旧暦となった。その後現在まで日本では改暦が無いことから、「旧暦」で狭義には天保暦を指すことがある。
以下、明治5年以前の和暦の日付は天保暦により、西暦および明治6年以降の和暦の日付はグレゴリオ暦による。

## 使用期間
天保15年1月1日（1844年2月18日）に寛政暦から改暦され、明治5年12月2日（1872年12月31日）まで約29年間使用された。
明治6年（1873年）1月1日、グレゴリオ暦（太陽暦）に改暦されるも、明治42年（1909年）まで官暦（伊勢神宮から発行された本暦や略本暦）に記載されていた。

## 概要
渋川景佑らが西洋天文学の成果を取り入れて完成させた暦で、実施された太陰太陽暦としてはそれまでで最も精密なものである。天文学者の平山清次の計算によれば、平均太陽年が365.24219日・平均朔望月が29.530589日に対して、天保暦の太陽年は365.24223日・朔望月は29.530588日であり、グレゴリオ暦の太陽年の365.2425日よりも誤差が小さいことが確かめられている（『暦法及時法』）。
寛政暦までは、二十四節気を1年間を等分（時間分割）して計算する平気法が使用されていた。天保暦では太陽の位置を計算し、天球上の太陽の軌道を24等分（空間分割）して二十四節気を求める定気法を採用した。
しかし定気法の採用によって置閏法（閏月の置き方）がかえって複雑になったという批判もある。実際、定義通りに運用すると2033年には九月の次が十一月になってしまうという問題が生じる（旧暦2033年問題）。また中国や西洋の流れに反して不定時法を暦法において公式に導入したことに関しても強い批判がある。
朔から次の朔の前日までの29日あるいは30日を1か月とし、黄経330度の雨水を含む月を一月、以下各中気を含む月を二月、三月…とする。中気をまったく含まない月は閏月となる。
| 季節 | 節月   | 中気 | 黄経  | グレゴリオ暦 |
| ---- | ------ | ---- | ----- | ------------ |
| 春   | 一月   | 雨水 | 330度 | 2月19日ごろ  |
| 春   | 二月   | 春分 | 0度   | 3月21日ごろ  |
| 春   | 三月   | 穀雨 | 30度  | 4月20日ごろ  |
| 夏   | 四月   | 小満 | 60度  | 5月21日ごろ  |
| 夏   | 五月   | 夏至 | 90度  | 6月21日ごろ  |
| 夏   | 六月   | 大暑 | 120度 | 7月23日ごろ  |
| 秋   | 七月   | 処暑 | 150度 | 8月23日ごろ  |
| 秋   | 八月   | 秋分 | 180度 | 9月23日ごろ  |
| 秋   | 九月   | 霜降 | 210度 | 10月23日ごろ |
| 冬   | 十月   | 小雪 | 240度 | 11月22日ごろ |
| 冬   | 十一月 | 冬至 | 270度 | 12月22日ごろ |
| 冬   | 十二月 | 大寒 | 300度 | 1月20日ごろ  |

## 太陽暦への改暦
明治5年11月9日（1872年12月9日）、突如として太陽暦への改暦の布告が明治天皇の詔書と太政官布告337号によって行われた。
そのため布告された翌月の12月が、わずか2日となり、その翌日が明治6年（1873年）1月1日（太陽暦）となることを知らされた当時の人々の間に、混乱が生じた。
改暦に伴う混乱の詳細は、「明治改暦」の項目を参照のこと。

## 改暦以後の旧暦
日本では、新暦への改暦以来現在まで「旧暦」という名前の太陰太陽暦が暦書やカレンダーなどに記載されている。これは現代天文学に基づいて観測された月と太陽の動きから朔と二十四節気を計算し、また観測の基準が京都の東経約135度46分であったものを日本標準時子午線の東経135度に変更して、置閏法のみ天保暦と同じにしたものであり、厳密には天保暦ではない。
この計算は、現在では国立天文台によって行われている。その計算結果は、毎年2月のはじめに、翌年分が「暦要項」というタイトルで「官報」上に告示される。この「暦要項」の「二十四節気および雑節」および「朔弦望」の2節に提示された情報と、天保暦に基づく置閏法により、「30日の大月、29日の小月」や「12の月および閏月の設定」など、旧暦の年月日はほぼ自動的に確定する。市販のカレンダーに並記されている旧暦の月日が出版元によって相違することはない。これにより、公的には「旧暦」はメンテナンスされていないが、実質的に「旧暦」が定まる。

### 旧暦2033年問題
2033年に、天保暦の置閏法が破綻する事態が生ずる。
グレゴリオ暦（西暦）2033年8月25日〜2034年3月20日の7か月（これらを便宜的にa月からg月とする）に旧暦の8・9・10・11・12・1の6か月と閏月1つを置くことになるが、天保暦の月名決定のルールを適用すると、
1. 閏月を置くべき候補がa月・e月・g月と3つも出現する。
2. この年、中気の「秋分」を含む月b月と「冬至」を含むd月の間には1か月しかなく、「『秋分』を含む月を8月とする」「『冬至』を含む月を11月とする」という規定をそのまま適用することが不可能になる。

すなわち、旧暦9月と10月を決めることができなくなる。この問題については、国立天文台の元天文台長や「暦計算室」員、国立民族学博物館名誉教授、カレンダー出版物の業界団体の長などを理事長・理事・学術顧問などに迎えている社団法人・日本カレンダー暦文化振興協会が、2014年7月以来、この問題に関する学術シンポジウムを開催し、問題の所在についての啓蒙と周知、対策案についての検討などを行っている。同協会が2015年8月に発表した見解によれば、下表のe月を閏11月とする案を推奨しているが、「置閏ルールについてはさらに検討を継続する」ともしている。
| 西暦の年月日                   | 対応する旧暦の月 大（30日）小（29日） | 旧暦の月名 |
| ------------------------------ | ------------------------------------- | ---------- |
| 2033年01月01日〜2033年01月30日 | 大月                                  | 12月       |
| 2033年01月31日〜2033年02月28日 | 小月                                  | 1月        |
| 2033年03月01日〜2033年03月30日 | 大月                                  | 2月        |
| 2033年03月31日〜2033年04月28日 | 小月                                  | 3月        |
| 2033年04月29日〜2033年05月27日 | 小月                                  | 4月        |
| 2033年05月28日〜2033年06月26日 | 大月                                  | 5月        |
| 2033年06月27日〜2033年07月25日 | 小月                                  | 6月        |
| 2033年07月26日〜2033年08月24日 | 大月                                  | 7月        |
| 2033年08月25日〜2033年09月22日 | 小月                                  | a月        |
| 2033年09月23日〜2033年10月22日 | 大月                                  | b月        |
| 2033年10月23日〜2033年11月21日 | 大月                                  | c月        |
| 2033年11月22日〜2033年12月21日 | 大月                                  | d月        |
| 2033年12月22日〜2034年01月19日 | 小月                                  | e月        |
| 2034年01月20日〜2034年02月18日 | 大月                                  | f月        |
| 2034年02月19日〜2034年03月19日 | 小月                                  | g月        |
| 2034年03月20日〜2034年04月18日 | 大月                                  | 2月        |
| 2034年04月19日〜2034年05月17日 | 小月                                  | 3月        |

## 天保暦（改暦以後の旧暦含む）の閏月一覧
| 世紀                         | 閏月 |
| ---------------------------- | --- |
| 19世紀（グレゴリオ暦改暦前） | 弘化3年(1846)閏5月、嘉永2年(1849)閏4月、嘉永5年(1852)閏2月、嘉永7年(1854)閏7月、安政4年(1857)閏5月、万延元年(1860)閏3月、文久2年(1862)閏8月、慶応元年(1865)閏5月、慶応4年(1868)閏4月、明治3年(1870)閏10月 |
| 19世紀（グレゴリオ暦改暦後） | 1873年閏6月、1876年閏5月、1879年閏3月、1881年閏7月、1884年閏5月、1887年閏4月、1889年閏12月、1892年閏6月、1895年閏5月、1898年閏3月、1900年閏8月 |
| 20世紀                       | 1903年閏5月、1906年閏4月、1909年閏2月、1911年閏6月、1914年閏5月、1917年閏2月、1919年閏7月、1922年閏5月、1925年閏4月、1928年閏2月、1930年閏6月、1933年閏5月、1936年閏3月、1938年閏7月、1941年閏6月、1944年閏4月、1947年閏2月、1949年閏7月、1952年閏5月、1955年閏3月、1957年閏8月、1960年閏6月、1963年閏4月、1966年閏3月、1968年閏7月、1971年閏5月、1974年閏4月、1976年閏8月、1979年閏6月、1982年閏4月、1984年閏10月、1987年閏6月、1990年閏5月、1993年閏3月、1995年閏8月、1998年閏5月                 |
| 21世紀                       | 2001年閏4月、2004年閏2月、2006年閏7月、2009年閏5月、2012年閏3月、2014年閏9月、2017年閏5月、2020年閏4月、2023年閏2月、2025年閏6月、2028年閏5月、2031年閏3月、2033年閏11月※、2036年閏6月、2039年閏5月、2042年閏2月、2044年閏7月、2047年閏5月、2050年閏3月、2052年閏8月、2055年閏6月、2058年閏4月、2061年閏3月、2063年閏7月、2066年閏5月、2069年閏4月、2071年閏8月、2074年閏6月、2077年閏4月、2080年閏3月、2082年閏7月、2085年閏5月、2088年閏4月、2090年閏8月、2093年閏6月、2096年閏4月、2099年閏3月   |
| 22世紀                       | 2101年閏7月、2104年閏5月、2107年閏4月、2109年閏9月、2112年閏6月、2115年閏4月、2118年閏3月、2120年閏7月、2123年閏5月、2126年閏4月、2128年閏9月、2131年閏6月、2134年閏5月、2137年閏2月、2139年閏7月、2142年閏5月、2145年閏4月、2147年閏11月※、2150年閏6月、2153年閏5月、2156年閏3月、2158年閏7月、2161年閏6月、2164年閏4月、2166年閏10月、2169年閏6月、2172年閏4月、2175年閏3月、2177年閏7月、2180年閏6月、2183年閏4月、2186年閏2月、2188年閏7月、2191年閏5月、2194年閏3月、2196年閏7月、2199年閏6月  |
| 23世紀                       | 2202年閏4月、2204年閏9月、2207年閏6月、2210年閏4月、2213年閏3月、2215年閏7月、2218年閏5月、2221年閏4月、2223年閏9月※、2226年閏7月、2229年閏5月、2232年閏3月、2234年閏8月、2237年閏5月、2240年閏4月、2242年閏11月※、2245年閏6月、2248年閏5月、2251年閏3月、2253年閏8月、2256年閏6月、2259年閏4月、2262年閏正月、2264年閏6月、2267年閏5月、2270年閏3月、2272年閏8月、2275年閏6月、2278年閏4月、2281年閏2月、2283年閏6月、2286年閏5月、2289年閏3月、2291年閏7月、2294年閏6月、2297年閏4月、2300年閏2月 |

※印は天保暦の性質上不都合が起こるとされる年。その年に関して、上表で表示している閏月は、2033年は日本カレンダー暦文化振興協会の推奨案による。またその他の年は2033年の日本カレンダー暦文化振興協会の推奨案と整合性を取ったものによる。